# Церква святих безсрібників Косми і Дам'яна (Киданів)
Церква святих безсрібників Косми і Дам'яна в Киданові — парафія і храм греко-католицької громади Бучацького деканату Бучацької єпархії Української греко-католицької церкви в селі Киданів Чортківського району Тернопільської области.

## Історія церкви
На місці старого дерев'яного храму, що належав до УГКЦ, у 1938 році в селі Киданів звели нову кам'яну церкву.
У 1946 році державна влада закрила храм. Спочатку його використовували як склад для зерна, а потім — для отрутохімікатів. У 1989—1990 роках церкву відремонтували та перекрили куполи.
При парафії діють: братство «Апостольство молитви» та Вівтарна дружина.
Також було збудовано нову каплицю, і відновлено зруйновані каплиці святих апостолів Петра і Павла та каплицю в урочищі Гниловоди.

## Парохи
- о. Іван Димушевський (1845, 1847—1896; 21 серпня 1884 — 22 серпня 1896),[джерело?]
- о. Іван Галай,
- о. Зиновій Монастирський (до вересня 1992),
- о. Григорій Канак,
- о. Ярослав Зарубайко (з 5 грудня 1992).